# Гинцель (лунный кратер)
Кратер Гинцель (лат. Ginzel) — большой ударный кратер в северном полушарии обратной стороны Луны. Название присвоено в честь австрийского астронома Фридриха Карла Гинцеля (1850—1926) и утверждено Международным астрономическим союзом в 1970 году.

## Описание кратера
Ближайшими соседями кратера являются кратер Ибн Юнус на западе; кратер Аль-Бируни на северо-западе; кратер Попов на севере; кратер Мебиус на востоке-северо-востоке; кратер Герц на востоке-юго-востоке; кратер Моисеев на юго-востоке; кратер Дрейер на юге; а также кратер Янский на юго-западе. На юго-западе от кратера находится Море Краевое, на севере цепочка кратеров Дзевульского. Селенографические координаты центра кратера 14°15′ с. ш. 97°24′ в. д. / 14,25° с. ш. 97,4° в. д., диаметр 53,2 км, глубина 2,4 км.
Кратер затоплен лавой, над поверхностью выступает только часть вала. Западная часть вала более развита и сильнее выделяется над окружающей местностью. К южной части чала примыкает сателлитный кратер Гинцель L (см.ниже). Средняя высота вала кратера над окружающей местностью 1170 м, объем кратера составляет приблизительно 2500 км³. Дно чаши кратера ровное, не имеет приметных структур за исключением сдвоенной пары кратеров в северо-западной части. 
Вследствие расположения у лимба обратной стороны Луны кратер при благоприятной либрации доступен для наблюдений с Земли, но при этом имеет сильно искаженную форму.

## Сателлитные кратеры
| Гинцель | Координаты                                              | Диаметр, км |
| ------- | ------------------------------------------------------- | ----------- |
| G       | 13°36′ с. ш. 100°04′ в. д. / 13,6° с. ш. 100,07° в. д.  | 44,2        |
| H       | 12°26′ с. ш. 100°01′ в. д. / 12,43° с. ш. 100,02° в. д. | 46,2        |
| L       | 13°04′ с. ш. 97°48′ в. д. / 13,07° с. ш. 97,8° в. д.    | 28,0        |

- Образование сателлитного кратера Гинцель H относится к позднеимбрийскому периоду[4].